# Le cinque persone che incontri in cielo
(Le cinque persone che incontri in cielo)
Le cinque persone che incontri in cielo è un romanzo dello scrittore statunitense Mitch Albom.

## Trama
Eddie è un anziano che lavora da tutta la vita come addetto alla manutenzione presso un luna park chiamato Ruby Pier. Al Ruby Pier Eddie trova anche la morte cercando di salvare una ragazzina in seguito a un guasto alle montagne russe.
Eddie finisce così in paradiso, dove scopre di essere destinato a incontrare cinque persone che in qualche modo hanno avuto un legame con lui durante la sua esistenza terrena. Nell'ordine, Eddie incontra:
- l'Uomo Blu: un fenomeno da baraccone che per schivare con l'automobile un giovanissimo Eddie che giocava in strada aveva avuto un grave incidente. Da lui Eddie apprende gli imprevedibili legami che possono unire le esistenze di persone che nemmeno si conoscono.
- il Capitano: durante la seconda guerra mondiale aveva salvato la vita a Eddie, ma per farlo gli aveva sparato a una gamba rendendolo per sempre menomato.
- Ruby: è la donna che aveva sposato Emile, il fondatore del Ruby Pier. Aveva assistito agli ultimi momenti di vita del padre di Eddie, e spiega a Eddie stesso l'importanza del perdono.
- Marguerite, moglie di Eddie, deceduta molti anni prima.
- Tala: una bambina filippina che Eddie, durante la seconda guerra mondiale, non era riuscito a salvare da una capanna in fiamme. Tala spiega a Eddie che il suo lavoro di manutentore al Ruby Pier aveva avuto un ruolo fondamentale nel garantire la sicurezza di tante persone, per cui non può considerare sprecata la propria esistenza.

Finiti questi incontri, Eddie si ritrova catapultato nel suo personale paradiso: una ruota panoramica del Ruby Pier insieme all'amata Marguerite.

## Edizioni
Mitch Albom, Le cinque persone che incontri in cielo, traduzione di Adria Tissoni, BUR, 2003,  p. 265, ISBN 978-88-17-00638-5.